# Торопов, Анатолий Александрович
Анатолий Александрович Торопов (21 января 1949, Фрунзе — 8 марта 2021, Караганда) — советский и казахстанский боксёр, мастер спорта СССР международного класса. Призёр Чемпионатов СССР по боксу 1971—1972 и чемпион 1974 года. Заслуженный тренер Казахской ССР.

## Биография
Боксом начал заниматься в г. Рудном с 1965 года у тренера Дементьева Ф. В. С 1971 года тренировался в г. Караганде у Ашляева К. С. Заслуженный тренер Казахской ССР. Спортивные достижения: финалист V Спартакиады народов СССР (г. Москва, 1971 г.), бронзовый призёр чемпионата СССР (1971 г.), финалист чемпионата СССР (1972 г.), чемпион СССР (1974 г.), победитель матча СССР-США (г. Москва, 1972 г.), пятикратный чемпион Казахской ССР, победитель Спартакиады дружественных армий (г. Мишкольц, Венгрия, 1971 г.) Стал первым из иностранных боксеров обладателем «Кубка Странджа» в 1971 г. — приз вручался как лучшему боксеру на международном турнире в г. София (Болгария). В дальнейшем в 1972 году этот приз был вручен Орландо Мартинесу, чемпиону Олимпийских игр 1972 г. (Куба) и Амир Хану в 2004 году финалисту Олимпиады 2004 года (Великобритания).
Как тренер Торопов подготовил чемпиона ВЦСПС 1979 года Вадима Мухортова, чемпиона Казахской ССР 1977—1978 годов Семёна Кичинского, а также чемпиона ВЦСПС (1989), финалиста Кубка СНГ (1992), призёра первенства СНГ (1995) и чемпиона Азии[когда?] Самата Мусаева.
Также Торопов в свое время тренировал чемпиона мира, семикратного чемпиона Европы среди профессионалов Анатолия Александрова, воспитал бронзового призёра Спартакиады народов СССР, мастера спорта К. Жаксыбаева. Учеником Торопова является Б. Я. Нурмагамбетов, мастер спорта международного класса, член сборной СССР 1978 года, чемпион МТ в Алматы и бронзовый призёр чемпионата СССР в 1981—1982 годах.
В качестве наставника и спортивного руководителя участвовал в становлении многократного чемпиона мира по разным версиям профессионального бокса Геннадия Головкина, в последние годы жизни помогал готовиться к профи-боям казахстанскому боксёру Руслану Мадиеву. Продолжал тренировать молодых спортсменов в Караганде. Умер 8 марта 2021 года.